# 德雷克·史蒂芬·普林斯
德雷克·史蒂芬·普林斯（1969年2月5日—）是一位美國專業配音員，曾為《數碼寶貝》系列的多個不同角色配音。

## 演出作品

### 電視動畫
- BLEACH（石田雨龍）
- 星際牛仔（Lin）
- 數碼寶貝大冒險（DemiDevimon、Piedmon）
- 數碼寶貝大冒險02（Ken Ichijouji、DemiVeemon/Veemon/ExVeemon）
- 數碼寶貝馴獸師（Impmon/Beelzemon）
- 數碼寶貝最前線（Grumblemon/Gigasmon、Dynasmon）
- 夢幻遊戲（夕城圭介）
- 機動戰士GUNDAM F91（Birgit Pirjo）
- 純情房東俏房客（浦島景太郎、蘭巴·魯）
- 魔力女管家（美里優）
- 火影忍者（油女志乃）
- 天堂之吻（嵐）
- 浪客劍心（沢下条張、癋見）
- 混沌武士（渋井友之進、伝鬼坊）
- 超能奇兵（立浪ジョージ、マサキ）
- 爆裂戰士戰藍寶（ニッパー国王）

### OVA
- Love Hina Again（浦島景太郎）

### 劇場版
- 機動戰士GUNDAM F91（Birgit Pirjo）
- 數碼寶貝大冒險02 帝阿波羅獸的逆襲（Veemon、インペリアルドラモン）
- 數碼寶貝馴獸師 冒險者們的戰鬥（上原武人）

### 遊戲
- .hack
- ＮＡＲＵＴＯ－ナルト- 最強忍者大結集 （油女志乃）
- 女神異聞錄3（タカヤ）
- 魂之搖籃 侵蝕世界者（Vitali）

## 外部連結
- 互聯網電影數據庫資料 （页面存档备份，存于）